# Montbenoît
Montbenoît je naselje in občina v francoskem departmaju Doubs regije Franche-Comté. Leta 2007 je naselje imelo 347 prebivalcev.

## Geografija
Kraj leži v pokrajini Franche-Comté ob reki Doubs, 60 km jugovzhodno od Besançona.

## Uprava
Montbenoît je sedež istoimenskega kantona, v katerega so poleg njegove vključene še občine Les Alliés, Arc-sous-Cicon, Arçon, Aubonne, Bugny, La Chaux, Gilley, Hauterive-la-Fresse, La Longeville, Maisons-du-Bois-Lièvremont, Montflovin, Ouhans, Renédale, Saint-Gorgon-Main in Ville-du-Pont s 6.339 prebivalci.
Kanton Montbenoît je sestavni del okrožja Pontarlier.

## Zgodovina
V zgodnjem 12. stoletju je bila na ozemlju občine ustanovljena opatija, ki je sprva delovala po načelih irskega meniha sv. Kolumbana, kasneje so jo prevzeli avguštinci. Tako naselbina, ki je zrasla v njeni bližini, kot sama opatija sta bili poimenovani po vrhu Mont Benoît, le ta pa po puščavniku Benoîtu, ki je tam prebival.
Leta 1947 je Montbenoît postal sedež Svobodne republike Saugeais, ki jo je razglasil krajevni lastnik hotela Georges Pourchet.